# Juan Francisco Casas
Juan Francisco Casas (ur. 21 września 1976 w La Carolina) – hiszpański malarz i rysownik.

## Życiorys
Ukończył studia na Uniwersytecie w Granadzie. Laureat prestiżowych nagród, w tym ABC Prize i nagrody paryskiego Colegio de España.